# Château de la Roche-Mailly
Le château de la Roche-Mailly est un château construit au XIXe siècle sur le territoire de la commune de Requeil dans le département de la Sarthe. 
Il est en partie inscrit au titre des monuments historiques.

## Histoire
La seigneurie de la Roche-de-Vaux appartenait au Moyen Âge à la famille de La Chevrière, qui la conserva jusqu'à Marguerite de La Chevrière, mariée en 1622 avec Louis de Champlais, seigneur de Courcelles, puis avec Jean Baptiste Louis de Beaumanoir, baron de Lavardin. En 1668, Marguerite de La Chevrière vendit la Roche à François de La Rivière, écuyer, seigneur de la Groirie, conseiller au parlement de Metz. La fille de celui-ci, Louise Madeleine Josephe Marie de La Rivière, épousa en 1701 Joseph de Mailly, marquis d'Haucourt. Ce mariage fit entrer la Roche-de-Vaux dans la maison de Mailly.
Le château de la Roche-Mailly, autrefois nommé la Roche-de-Vaux, fut entièrement reconstruit de 1836 à 1842 par l'architecte manceau Pierre-Félix Delarue, pour Adrien, comte de Mailly Nesle, et prit alors son nom actuel.

## Architecture
Le corps de logis et les ailes en retour sont cantonnés de tour cylindriques ou quadrangulaires. Le décor des façades est d'inspiration gothique.

## Protections
Les façades et toitures du château font l'objet d'une inscription au titre des monuments historiques depuis le 29 octobre 1976.
Le jardin d'agrément du château, constitué d'un verger et d'allées, datant de 1787 et 1840, est inscrit à l'inventaire général du patrimoine culturel.